# Justin Bieber - La mia storia: Primo passo verso l'eternità
Justin Bieber - La mia storia: Primo passo verso l'eternità è la prima biografia ufficiale del cantante canadese Justin Bieber, pubblicata dall'editore HarperCollins il 1 gennaio 2010 in America e in Italia da L'Ippocampo nel 2011.

## Trama
Il libro racconta la scalata al successo di Justin Bieber, ragazzo canadese nato nel 1994 da due giovani canadesi di nome Pattie Mallette e Jeremy Bieber. 
Il libro viene scritto dal cantante all'età di 16 anni, quindi quando la sua ascesa è già in corso da qualche anno, e viene raccontato sotto forma di diario personale, con la descrizione di tutte le sensazioni personali del cantante riguardo alla famiglia, agli amici, al successo, ai luoghi preferiti e con l'aggiunta di foto mai pubblicate prima.  
Justin già dai primi anni dimostra una grande passione per la musica: oltre a cantare, da autodidatta impara a suonare la batteria, la tromba, la chitarra e il pianoforte.

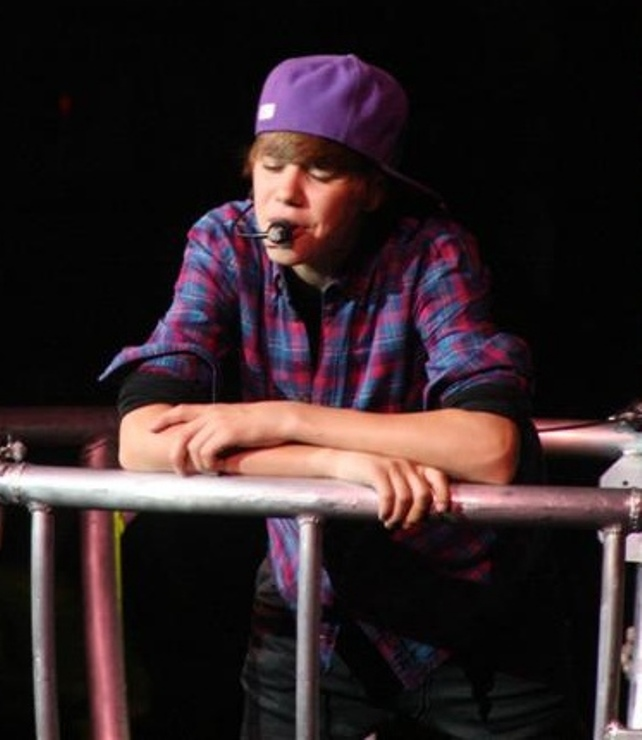
Justin Bieber durante il My World Tour

All'età di dodici anni, partecipa a una competizione canora a Stratford, suo paese natale, dove arriverà secondo. Il video della competizione sarà poi pubblicato su Youtube e visto dal produttore discografico Scott "Scooter" Braun, che deciderà solo due anni dopo di accogliere il giovane nella sua etichetta discografica RBMG, dove il produttore collabora con il cantante Usher.
Usher aiuta Bieber a farsi conoscere in tutto il mondo, così, poco dopo aver compiuto 15 anni riesce a fare uscire il suo primo singolo e, a distanza di un anno, ad avere il suo primo tour, che toccherà 85 città tra Canada e USA in meno di 6 mesi.
Il tour si chiamerà My World Tour e sarà dedicato al suo primo album omonimo.